# موریس ۶۳۰۶۸
سیارک ۶۳۰۶۸ (به انگلیسی: 63068 Moraes، نامگذاری:2000WT123) شصت و سه هزار و شصت و هشتمین سیارک کشف شده‌است که در ۲۳ نوامبر ۲۰۰۰ کشف شد.